# Christian Eduard Pabst
Christian Eduard Pabst (ur. 28 września 1815 w Bremie, zm. 12 stycznia 1882 w Tallinnie) – niemiecki historyk, filolog, nauczyciel i wydawca związany z Estonią.

## Życiorys
Jego ojcem był Arnold Johann Pabst (złotnik), a matką Anna z domu Hemmelkamp. Ukończył szkołę w Bremie, a studia teologiczne i filologiczne w Jenie (1834-1836) i w Getyndze (1836-1837). W Tallinnie przebywał od 1837. W latach 1837–1847 był inspektorem szkolnym, a w latach 1842-1865 starszym nauczycielem filologii Szkoły Rycerskiej i Katedralnej. Przeszedł na emeryturę w 1865 i został zatrudniony w archiwum i bibliotece Estländische Literarische Gesellschaft.
Interesował się historią lokalną i regionalną. Jednym z jego głównych osiągnięć było przetłumaczenie Kroniki Henryka Łotysza.

## Rodzina
Był dwukrotnie żonaty: od 1850 z Annette Dorotheą Hoeppener (zm. 1852) oraz z Etelinde Hoeppener (zm. 1875), z którą miał trójkę dzieci: Arnolda Eduarda (1851-1919), Eduarda (1853-1885) i Fryderyka (1862-1923).